# منصة فيات C
كانت منصة فيات C منصة سيارات استُخدمت في السيارات العائلية الصغيرة لمجموعة فيات . سبقت هذه المنصة منصتا تيبو تري وتيبو دو ، وخليفتها هي منصة كومباكت الجديدة  التي ظهرت لأول مرة في سيارة ألفا روميو جولييتا عام 2010.

## الجيل الأول (C1)
لم تكن منصة الجيل الأول C منصةً خفيفة التطوير من النوع الثاني :  فقد احتفظت بكامل بنيتها تقريبًا (بما في ذلك قاعدة العجلات في معظم الطرازات) ومكوناتها، بما في ذلك تصميم نظام التعليق، وإن كان مع بعض التعديلات. تُسمى أيضًا "النوع الثاني rev. 2". وكما هو الحال في منصة النوع الثاني، فإن نظام التعليق مستقل تمامًا، ويتكون من دعامات ماكفيرسون في الأمام وأذرع خلفية. كانت أول الطرازات التي استخدمت هذه المنصة هي فيات برافو وفيات برافا ، تلتها فيات ماريا . بُنيت فيات مولتيبلا على نسخة الساندويتش من هذه المنصة.
في عام ١٩٩٨، طُرحت نسخة مُعدّلة بالكامل من هيكل السيارة مع ظهور سيارة فيات مولتيبلا ،  التي أُطلق عليها اسم "ساندويتش سي ١"، والتي تميّزت بأرضية أعرض وأكثر اتساعًا. وقد اعتمدت بشكل كبير نظام التعليق المُعزّز لسيارة برافا .
من أجل ضمان السلامة النشطة لركاب المقاعد الأمامية الثلاثة في سيارة Multipla، في حالة حدوث اصطدام أمامي شديد، لا يمكن نقل المحرك إلى حجرة الركاب، ولكنه سينزلق تحتها.
يمكن أن تكون المحركات من البنزين أو الديزل أو الوقود المزدوج، بسعة تصل إلى 2.5 لتر (153 بوصة مكعبة) ومحركات ذات خمس أسطوانات متتالية، مقترنة بناقل حركة يدوي بست سرعات.
استخدمت ألفا روميو 156     ولانسيا ليبرا تطويرًا لمنصة C1، يُسمى " النوع الثاني rev. 3 "، بقاعدة عجلات ممتدة وإعداد تعليق مختلف: عظام ترقوة مزدوجة في الأمام ودعامات ماكفيرسون في الخلف لألفا؛ ودعامات ماكفيرسون في الأمام ونظام تعليق خلفي متعدد الوصلات BLG ("Bracci Longitudinali Guidati"، والتي تُترجم إلى "أذرع طولية موجهة") للانسيا. استُمد كل من ألفا روميو 147 وألفا روميو GT من أرضية 156 واحتفظا بإعداد تعليقها. كما توفرت إصدارات Estate من 156 وLybra بنظام تعليق خلفي هيدروليكي ذاتي التسوية من Boge- Nivomat . ألفا 156، مع Sportwagon Q4 وCrosswagon Q4، هي السيارة الوحيدة القائمة على منصة C ذات الدفع الرباعي .
تم تعديل هيكل Lancia Lybra ، سواء للحصول على قاعدة عجلات أطول أو لاعتماد نظام تعليق خلفي مختلف (BLG، "الأذرع الموجهة الطولية") ولبعض التعزيزات للهيكل الأمامي (التدخلات التي تم دمجها أيضًا في السلسلة الثانية من Marea في عام 1999)، والتي أصبحت تُعرف باسم Type Two rev. 3.
استُوحيَ هيكل سيارات ألفا روميو 156 و147 وGT منه أيضًا، مع تعديلات جوهرية، واعتماد أنظمة تعليق عالية الأداء: نظام تعليق أمامي رباعي الأضلاع، ونظام تعليق خلفي ثلاثي الوصلات، مستوحى من لانسيا دلتا HF Integrale، على غرار دعامة ماكفيرسون. كما عُدِّل الهيكل الأمامي لتحسين امتصاص الصدمات.

### المركبات المبنية على منصة فيات C1
- فيات برافا 1995
- فيات برافو 1995
- فيات ماريا[الإنجليزية] 1996
- فيات مولتيبلا 1998
- ألفا روميو 156 موديل 1996
- لانشيا ليبرا 1998
- ألفا روميو 147 موديل 2000
- ألفا روميو جي تي 2003

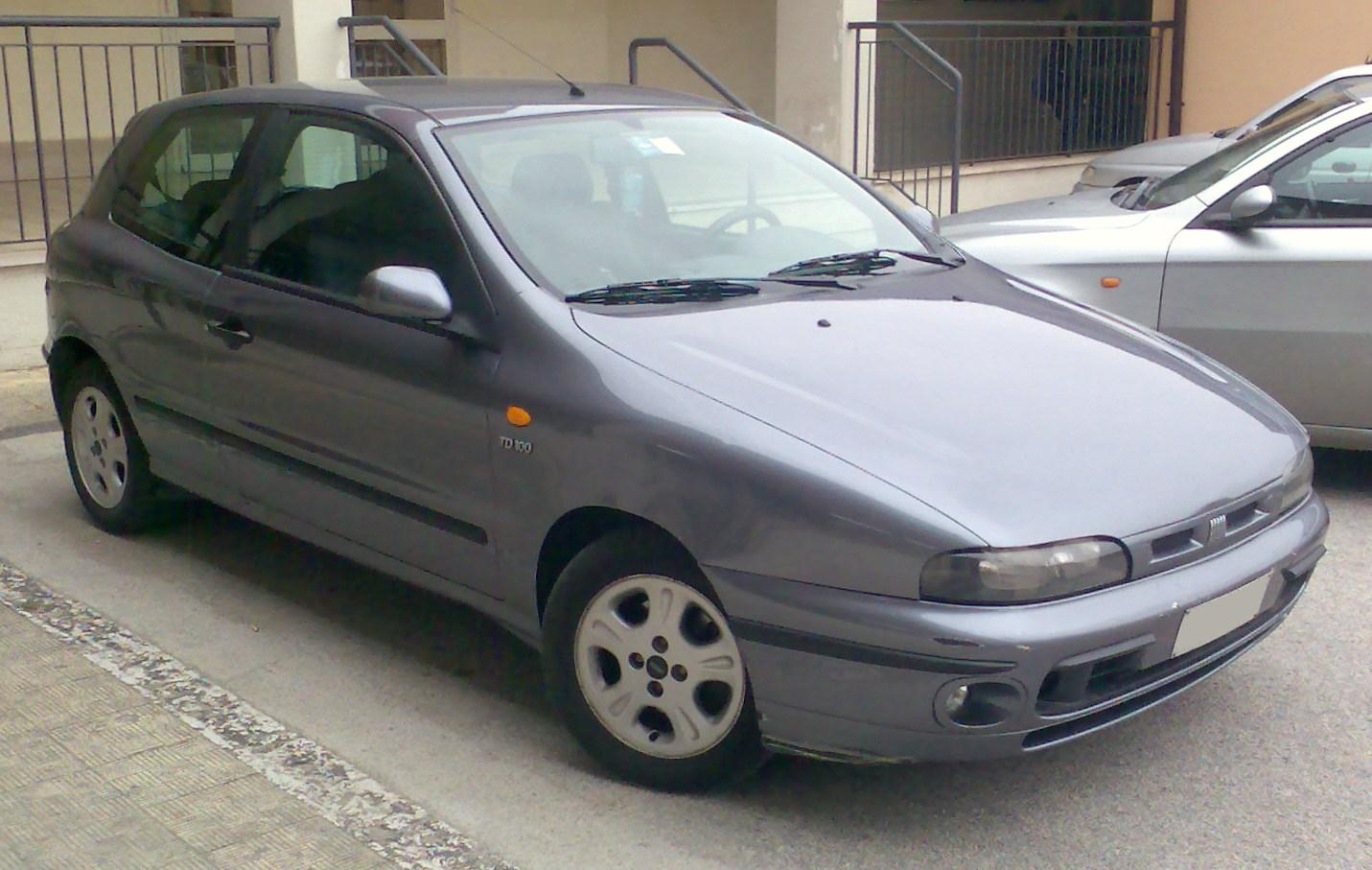
فيات برافو
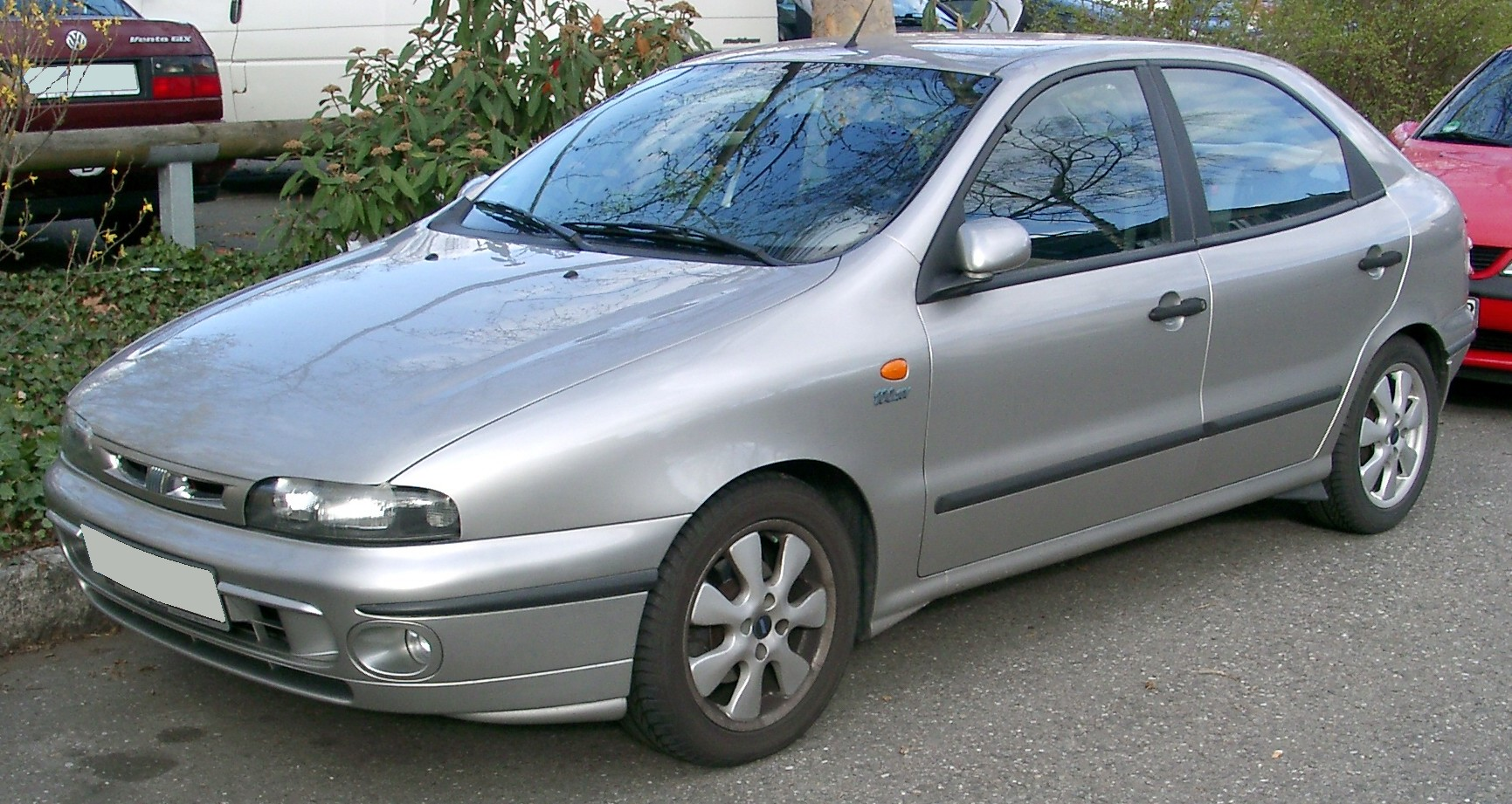
فيات برافا
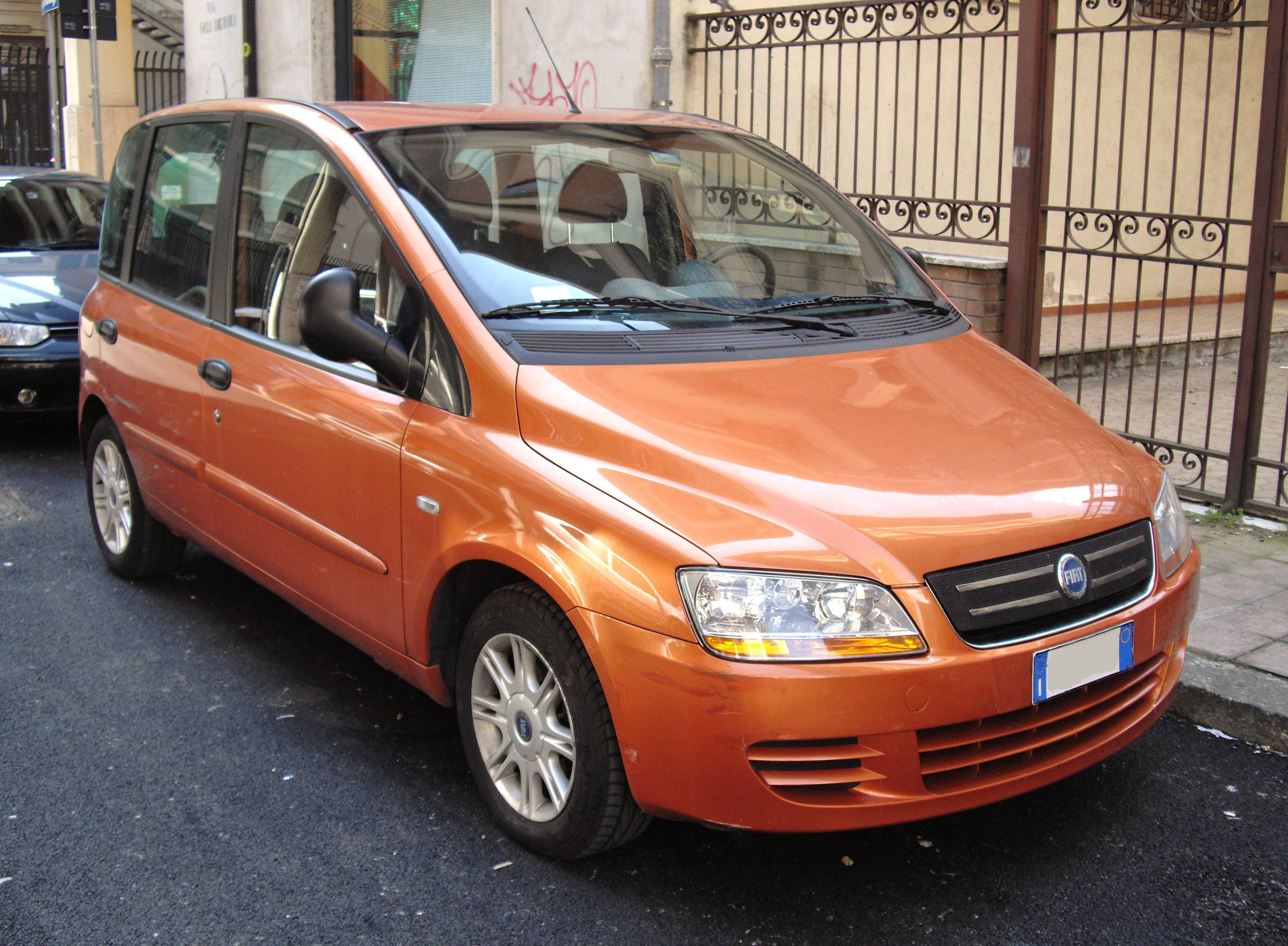
فيات مولتيبلا
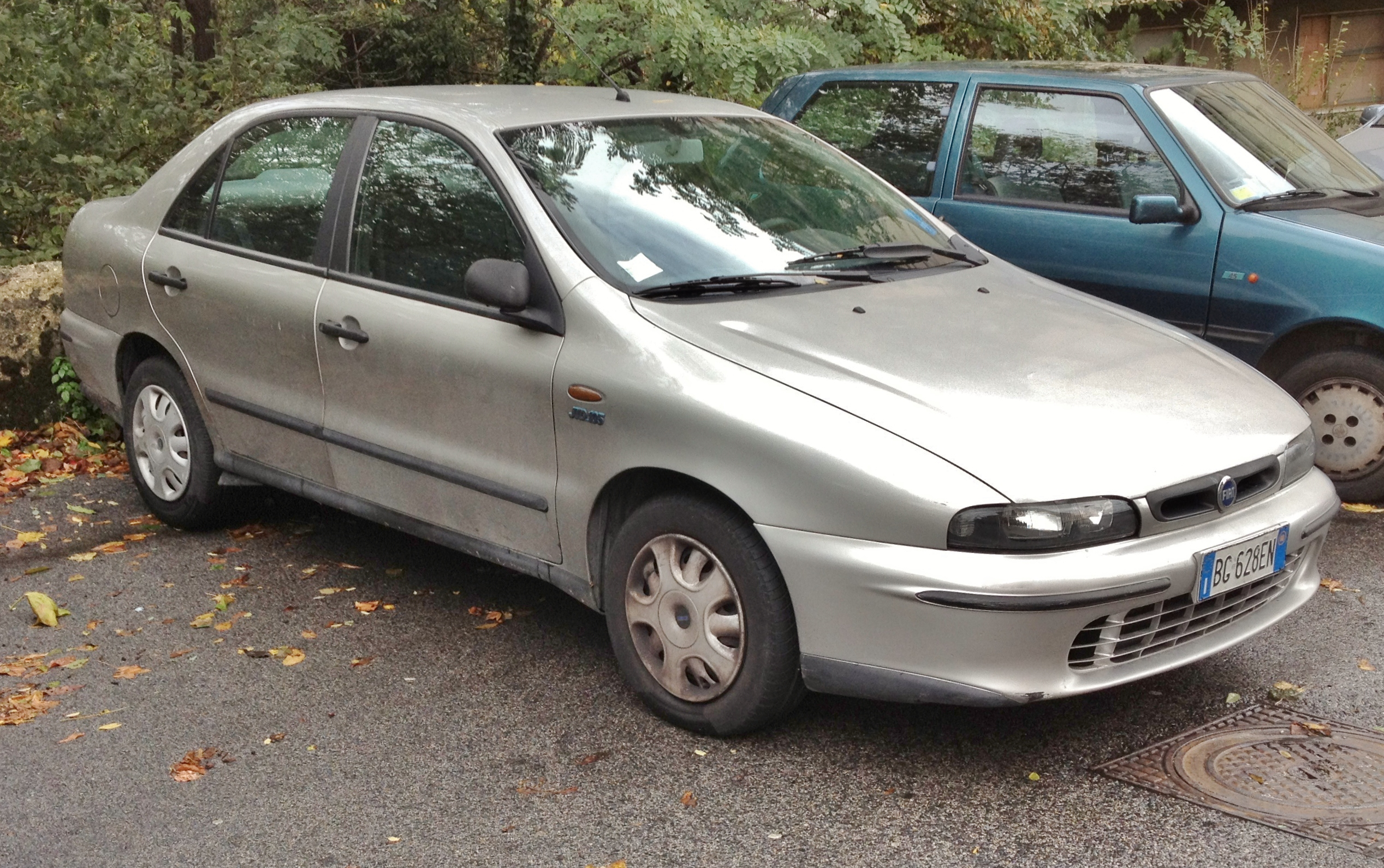
فيات ماريا[الإنجليزية]
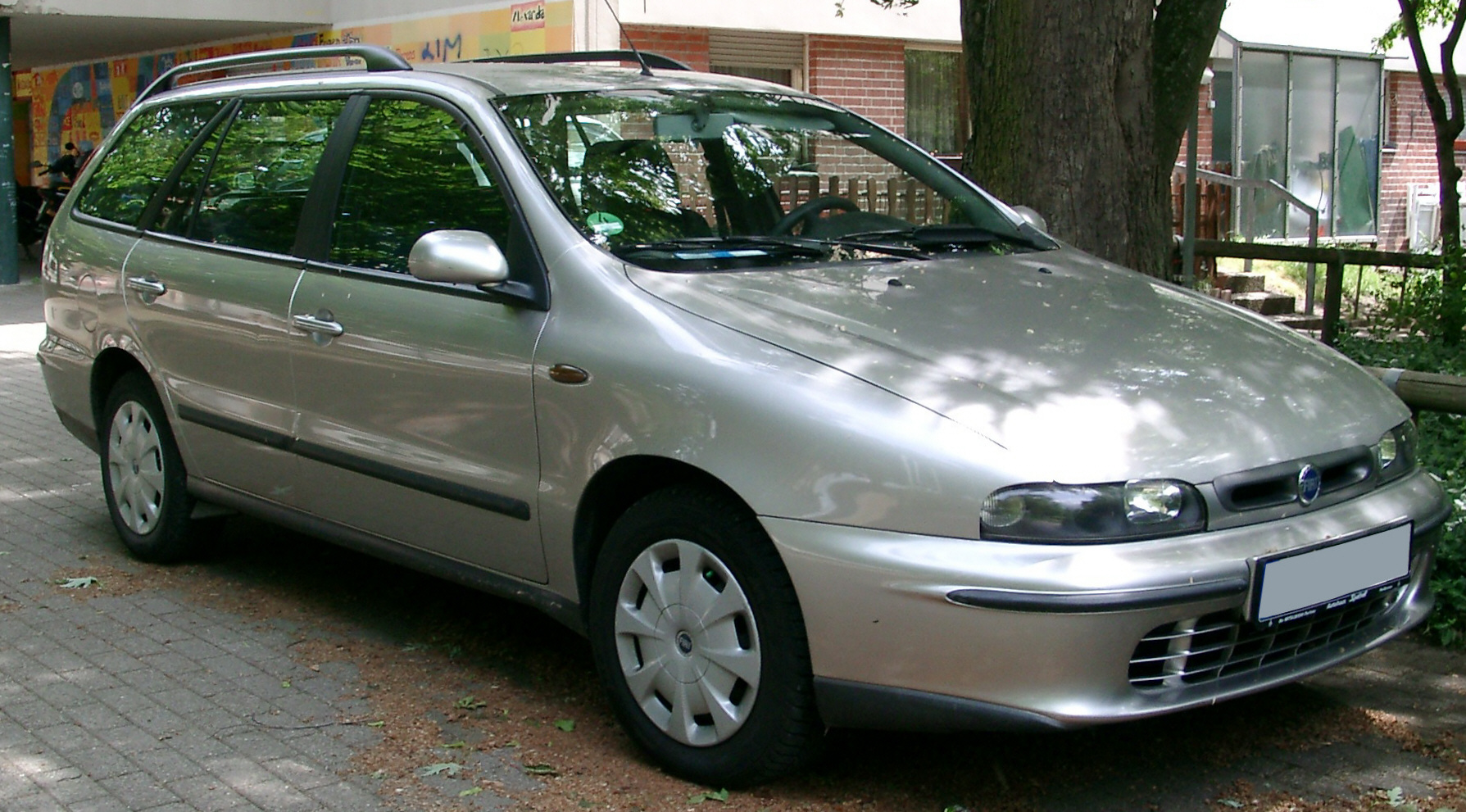
عطلة نهاية الأسبوع فيات ماريا  [لغات أخرى]‏
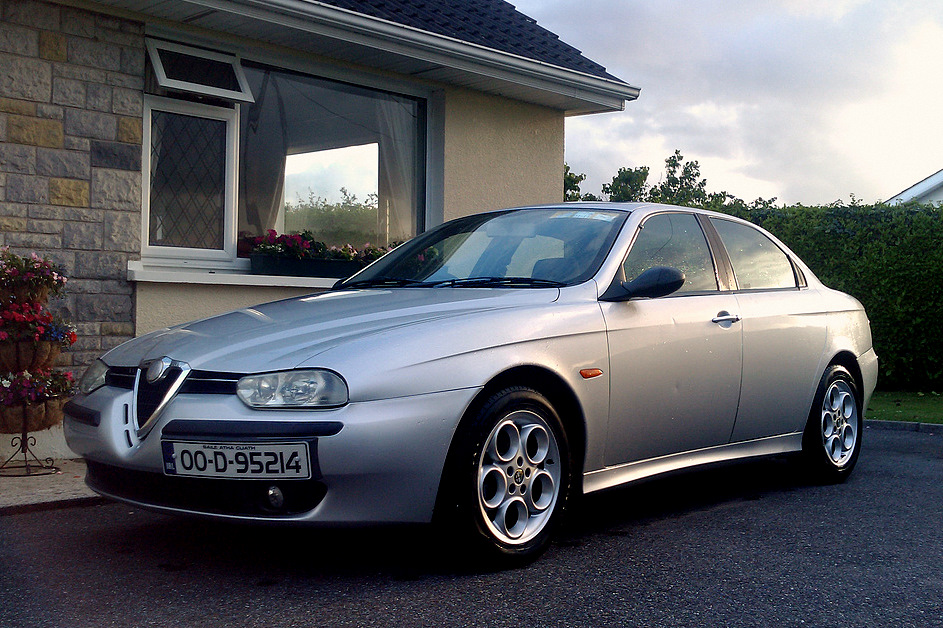
ألفا روميو 156
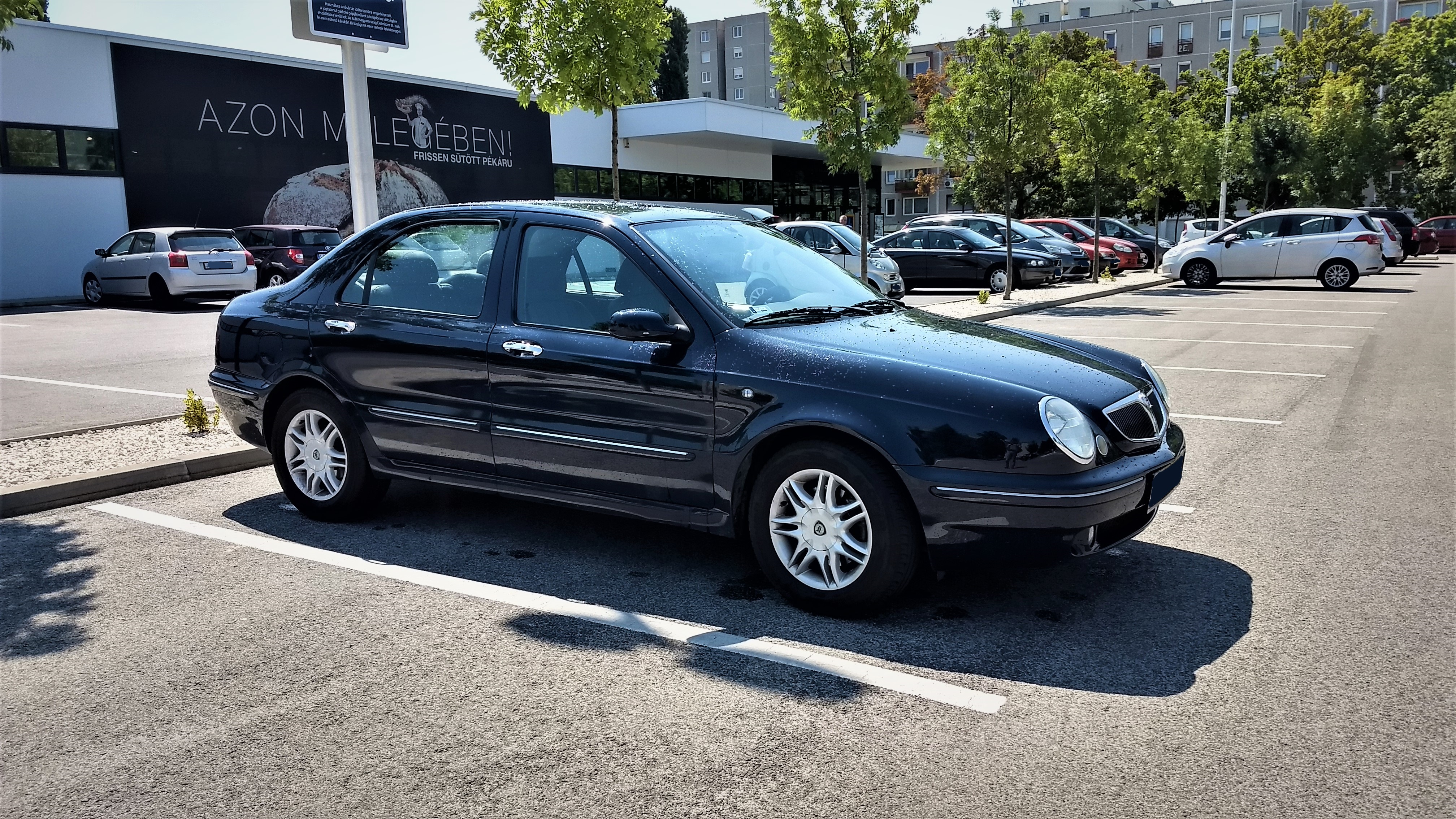
لانشيا ليبرا
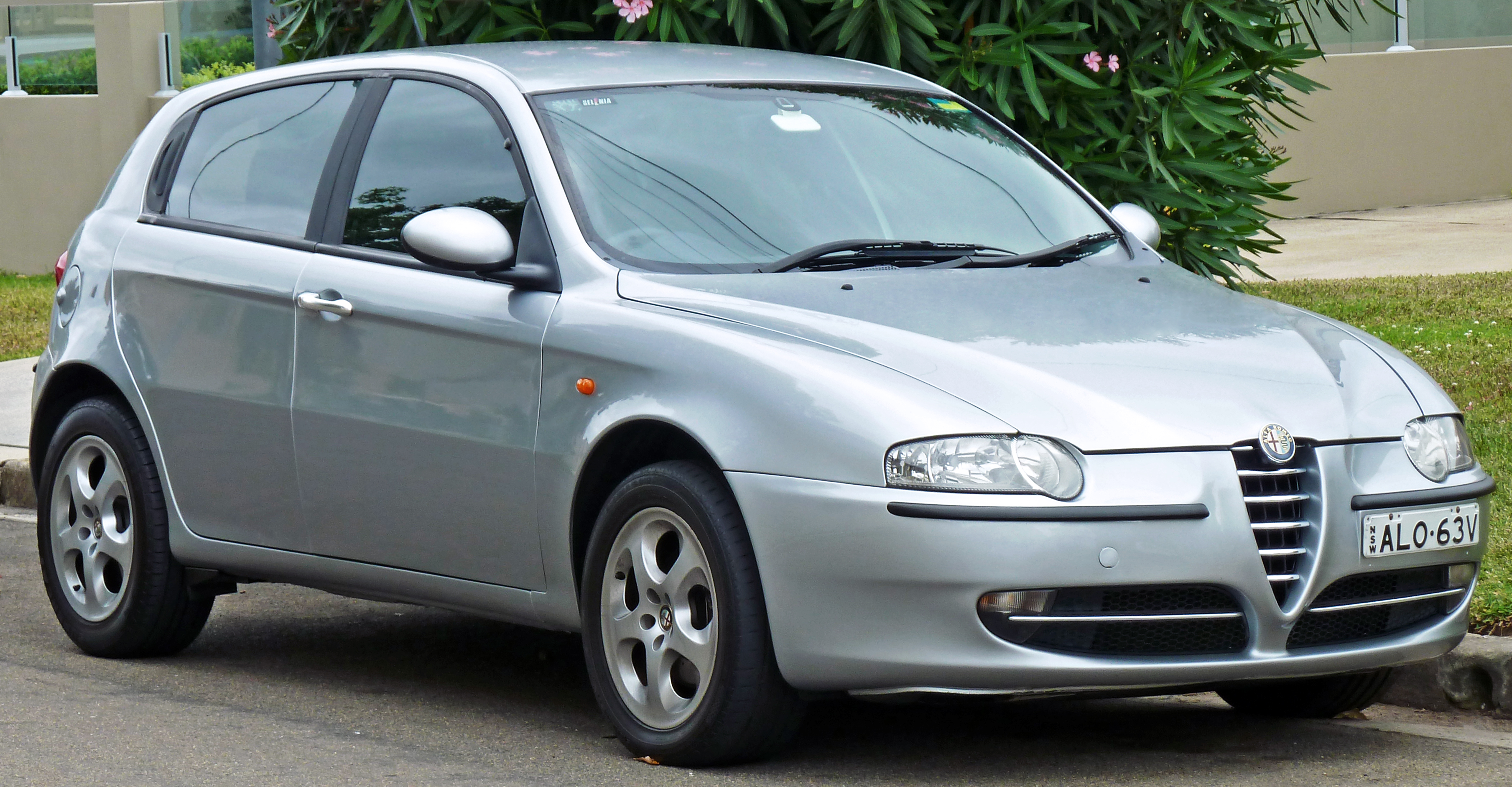
ألفا روميو 147
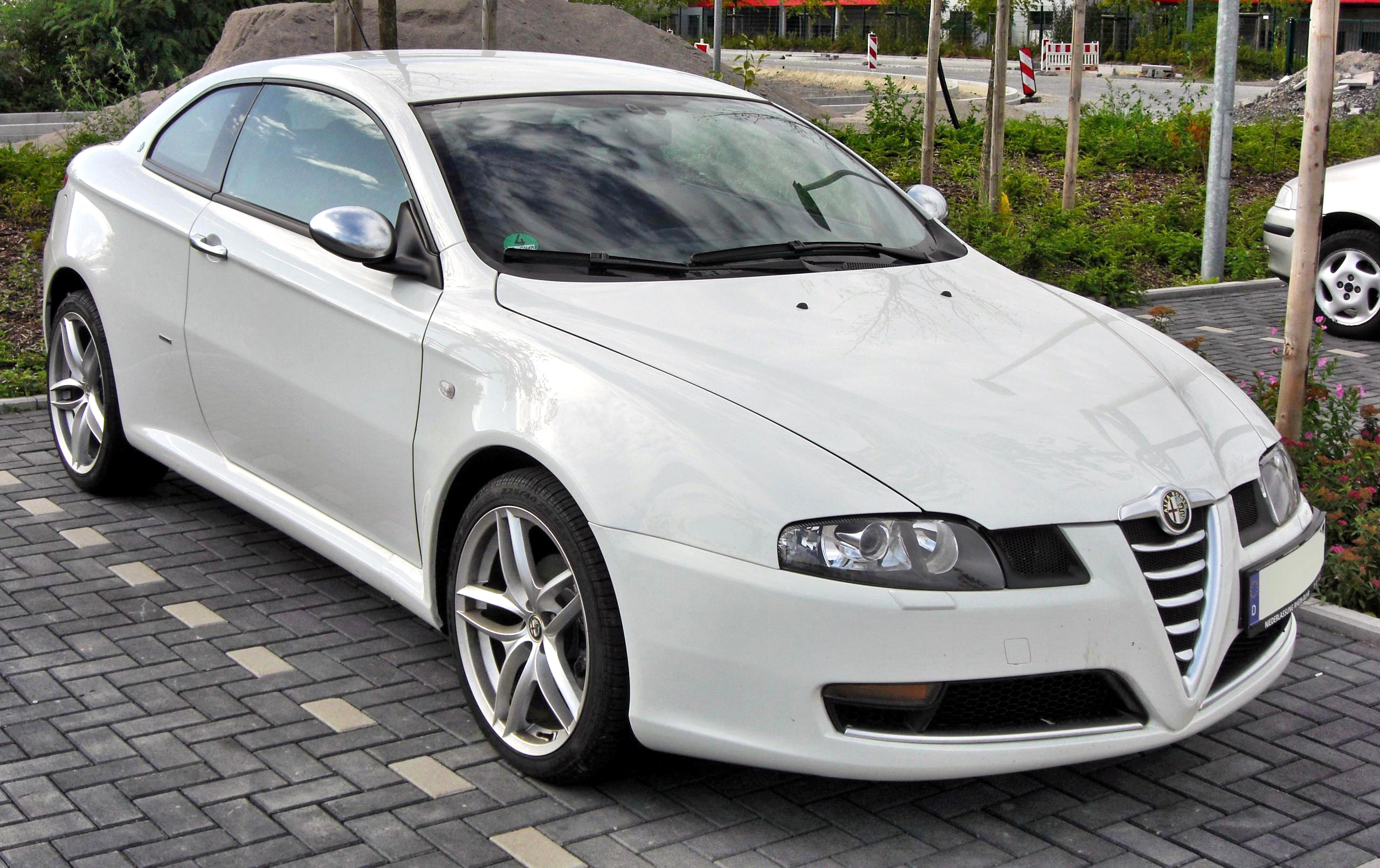
ألفا روميو جي تي

## الجيل الثاني (C2)
صُمم الجيل الثاني من منصة C بالتعاون بين فريق عالمي من مهندسي فيات وعدد قليل من مهندسي لانشيا في مركز تطوير فيات في ميرافوري ، كما شارك مهندسون من بيتيم بالبرازيل في عملية التطوير. يستخدم هذا الهيكل الجديد كليًا نظام تعليق أمامي قائم على دعامة ماكفيرسون ونظام تعليق خلفي قائم على عارضة الالتواء .
كان أول طراز يستخدم هذه المنصة هو فيات ستيلو . بين عامي 2007 و2008، استُخدمت منصة C في سيارة فيات برافو الجديدة  والجيل الثالث الجديد من لانشيا دلتا بقاعدة عجلات أطول.  صُنعت منصة C في كاسينو ( إيطاليا ) وبيتيم لاستخدامها في الإصدارات البرازيلية من ستيلو.
تدعم منصة C العديد من محركات فيات من 1.2 FIRE البنزين إلى 1.9 ديزل MultiJet TwinTurbo.
ظهر الجيل الثاني (C2) لأول مرة في عام 2001 مع فيات ستيلو . بدأت التطورات الأولى للمنصة الجديدة تمامًا مقارنةً بـ C1 قبل ثلاث سنوات على الأقل لإنشاء هيكل مرن للغاية يمكنه التكيف مع أنواع عديدة من المركبات، من السيارات متوسطة الحجم المدمجة إلى عربات ستيشن واغن وحتى السيارات متوسطة الحجم الفاخرة مثل السلسلة الثالثة من لانسيا دلتا ‏ التي تم إطلاقها في عام 2008. يستخدم تصميم التعليق دعامات ماكفيرسون في الأمام وشعاع الالتواء في الخلف لضمان أقصى قدر من الموثوقية والراحة الجيدة جنبًا إلى جنب مع صندوق خلفي كبير (شعاع الالتواء هو حل مضغوط للغاية) وتكاليف إنتاج أقل مقارنة بالهياكل الأكثر تعقيدًا. 

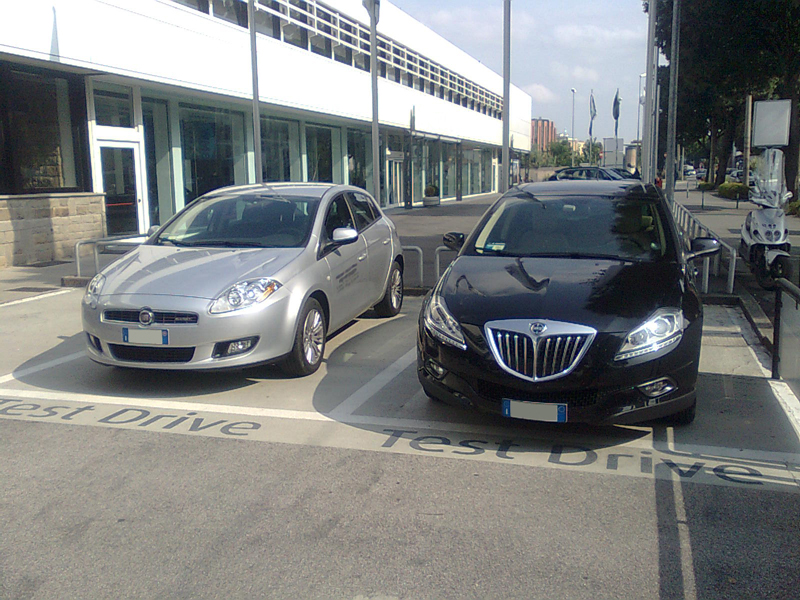
تتشارك لانشيا دلتا وفيات برافو في منصة C2

بالإضافة إلى كونها أكثر صلابة، استوفت سيارة C2 معايير اختبارات التصادم الأوروبية الجديدة (Euro NCAP)، محققةً تصنيفًا يتراوح بين 4 و5 نجوم لأحدث السيارات. المحرك مُثبّت عرضيًا، والسيارة تعمل بنظام الدفع الأمامي. هذه المنصة مُقترنة بناقل حركة يدوي بخمس وست سرعات، وناقل حركة أوتوماتيكي آلي من نوع Dualogic أو Selespeed.
كانت المحركات المقترنة بهذا الهيكل هي محركات Multijet سعة 1.9 لتر بشكل أساسي، تليها محركات FIRE وT-Jet سعة 1.4 لتر، ومحركي 1.6 و1.8 لتر 16 صمامًا من إنتاج FMA في براتولا سيرا ، ومحرك 2.4 لتر 5 أسطوانات و20 صمامًا، ومحرك 1.8 لتر T-Jet ذو الحقن المباشر الأحدث، ومحركات الديزل Multijet سعة 1.6 و2.0 لتر. في عام 2008، ولأول مرة، كان من الممكن اعتماد محرك الديزل ثنائي التوربو Twin Stage سعة 1.9 لتر بقوة 190 حصانًا وعزم دوران أقصى يبلغ 400 نيوتن متر دون إجراء أي تعديلات أخرى على الهيكل، حيث تعامل الهيكل بسهولة مع عزم الدوران الهائل لمحرك Multijet. تم تجميع C2 في مصنع فيات في كاسينو .
المركبات المبنية على منصة فيات C2
- فيات ستيلو[الإنجليزية] 2001 (قاعدة عجلات قصيرة)
- 2002 فيات ستيلو ملتي واجن  [لغات أخرى]‏ (قاعدة عجلات قصيرة)
- فيات برافو  [لغات أخرى]‏ 2007 (قاعدة عجلات قصيرة)
- لانشيا دلتا  [لغات أخرى]‏ 2008 (844، قاعدة عجلات طويلة)

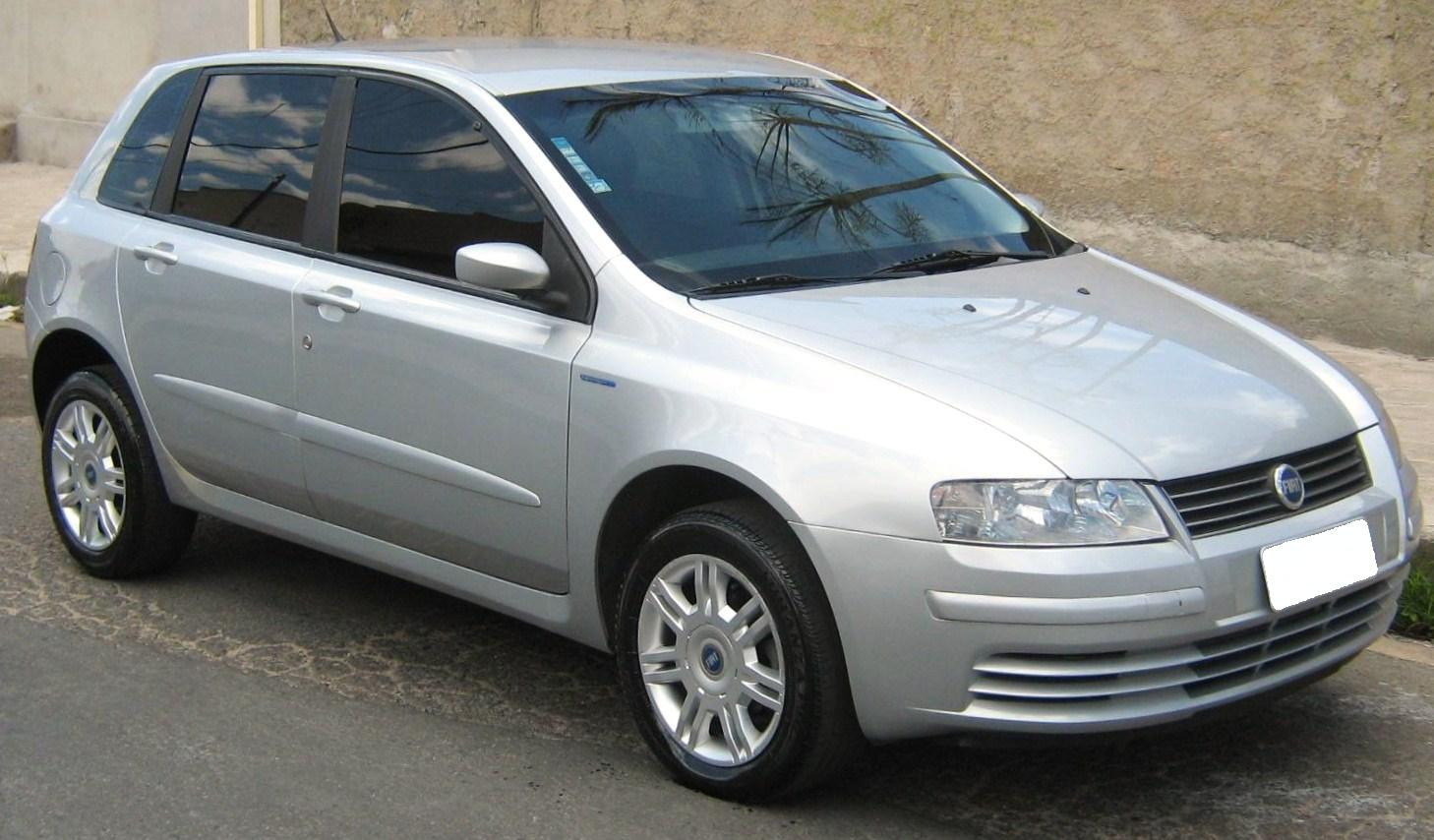
فيات ستيلو[الإنجليزية]
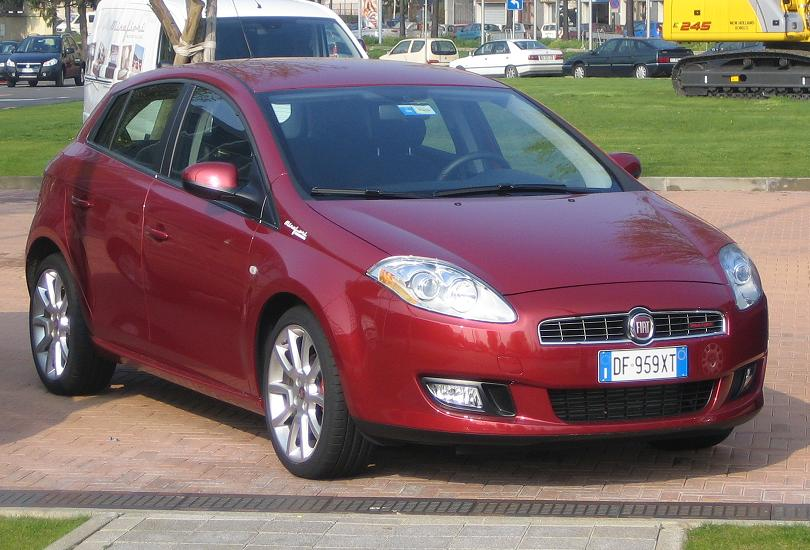
فيات برافو  [لغات أخرى]‏
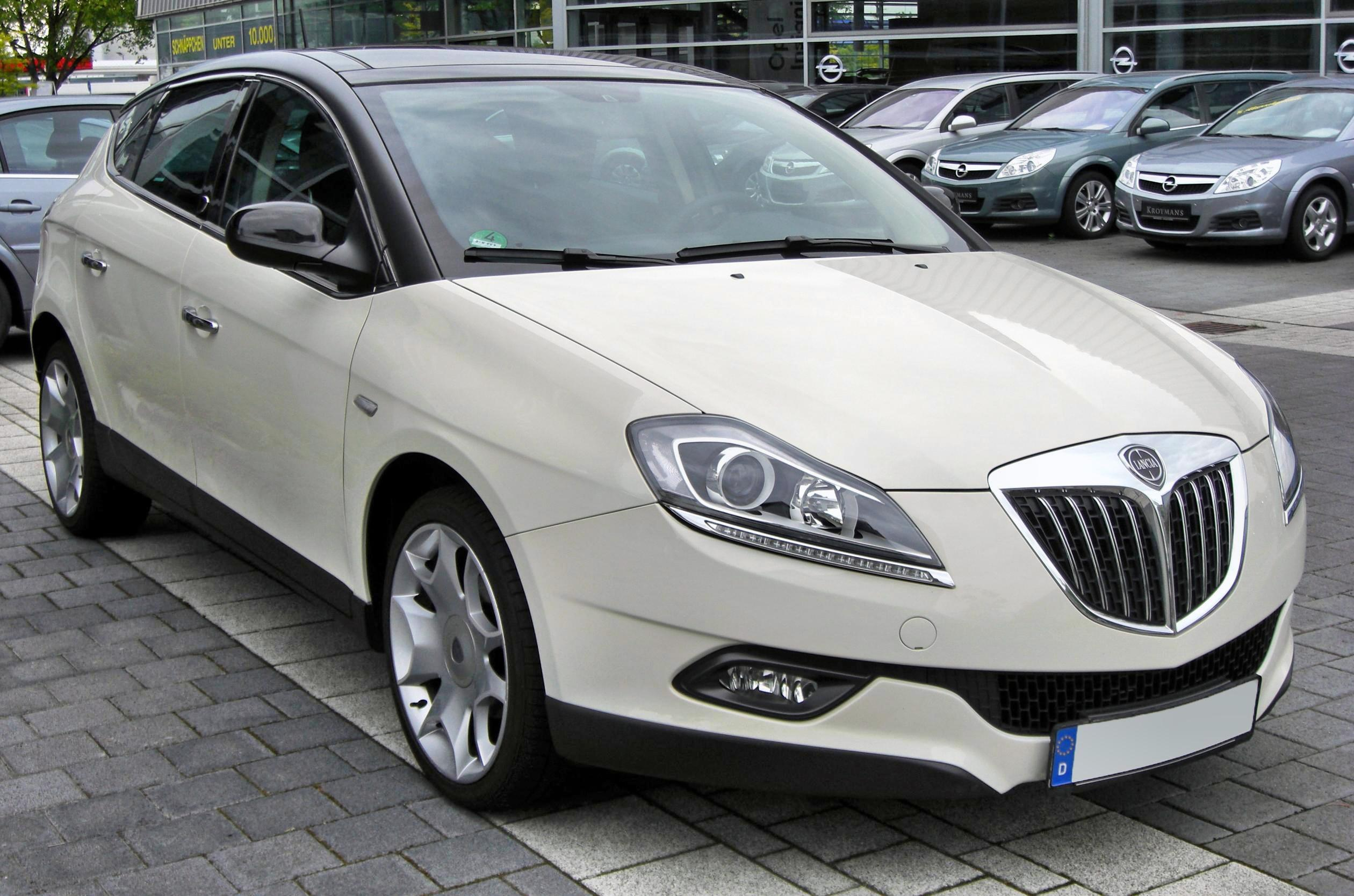
لانشيا دلتا  [لغات أخرى]‏

مراجع
1. ↑  "New Fiat C-Segment platform". Green.autoblog.com. 15 فبراير 2010. مؤرشف من الأصل في 2014-08-08. اطلع عليه بتاريخ 2010-12-31.
2. ↑  "Il progetto Fiat Tipo e le relative derivate". omniauto (بالإيطالية). Archived from the original on 2007-05-28. Retrieved 2002-11-12.
3. ↑  "Il debutto della Multipla su di un telaio rinnovato". motorbox (بالإيطالية). Italia. 1 Aug 2001. Archived from the original on 2009-05-30.
4. ↑  Anderbegani, Nicolas (27 Mar 2022). "25 ans déjà: Alfa Romeo 156, la renaissance du Biscione". Le Blog Auto (La plate-forme est une évolution en profondeur de celle de la Tipo, que la 156 partage avec la Lancia Lybra ainsi que la Fiat Bravo (Fiat Bravo/Brava/Marea).) (بfr-FR). Retrieved 2025-06-18.{{استشهاد ويب}}:  صيانة الاستشهاد: لغة غير مدعومة (link)
5. ↑  admin (14 Feb 2018). "Alfa Romeo 156 V6 2L5 24V -" (بfr-FR). Archived from the original on 2024-09-10. Retrieved 2025-07-15. Bénéficiant des synergies du groupe Fiat, l'Alfa Romeo 156 partage sa plateforme avec la Fiat Marea, entre autres. Cependant, l'empattement a été allongé de 5,5 cm et les berceaux avant et arrière ont été redessinés.{{استشهاد ويب}}:  صيانة الاستشهاد: لغة غير مدعومة (link)
6. ↑  "ALFA-ROMEO 156 2.5 V6 - GUIDE OCCASION". L Automobile Sportive, le guide des voitures de sport (بالفرنسية). Archived from the original on 2025-03-21. Retrieved 2025-07-15. Conçue sur la même plateforme que les Fiat Bravo, Brava et Marea avec des solutions techniques simples et éprouvées, l'Alfa 156 V6 se distingue de ses soeurs par un amortissement encore plus ferme.
7. ↑  Doyle, Eóin (22 Dec 2017). "Alfa Romeo 156 styling attribution". Driven to Write (بالإنجليزية البريطانية). Archived from the original on 2023-08-29. Retrieved 2025-06-13. Based on a highly modified version of the Fiat Marea platform
8. ↑  "Specification about Fiat Bravo". Quellichebravo.it. مؤرشف من الأصل في 2010-11-25. اطلع عليه بتاريخ 2010-12-31.
9. ↑  "New Lancia Delta: specification" (بالإيطالية). Omniauto.it. Archived from the original on 2017-02-18. Retrieved 2010-12-31.
10. ↑  "Fiat Stilo e Bravo, fine di un'era". Motor1.com (بالإيطالية). Archived from the original on 2025-06-01. Retrieved 2025-07-15.